# 湯桶讀法
湯桶讀法（日语：／ Yutō  yomi ?），指日語中如一般，在詞的前半部用訓讀，後半部用音讀的現象。有些起源於誤讀，但在使用中逐漸成為固定讀法。 
例如，等等皆為湯桶讀法。某些可能被認為是訓讀的詞如：也是。此類詞語並非完全的（指日語中來源於漢語的音讀詞彙），是和語與「漢語」的混種，故而將訓讀與音讀混合是自然的，僅僅是將和語部分作了漢字表記。
迄今發現的最早的湯桶讀法據說為《萬葉集》中出現的（習字教師）。
與此相反的，前半音讀，後半訓讀的詞，稱為「重箱讀法」。